# Réserve ornithologique de Dunøyane

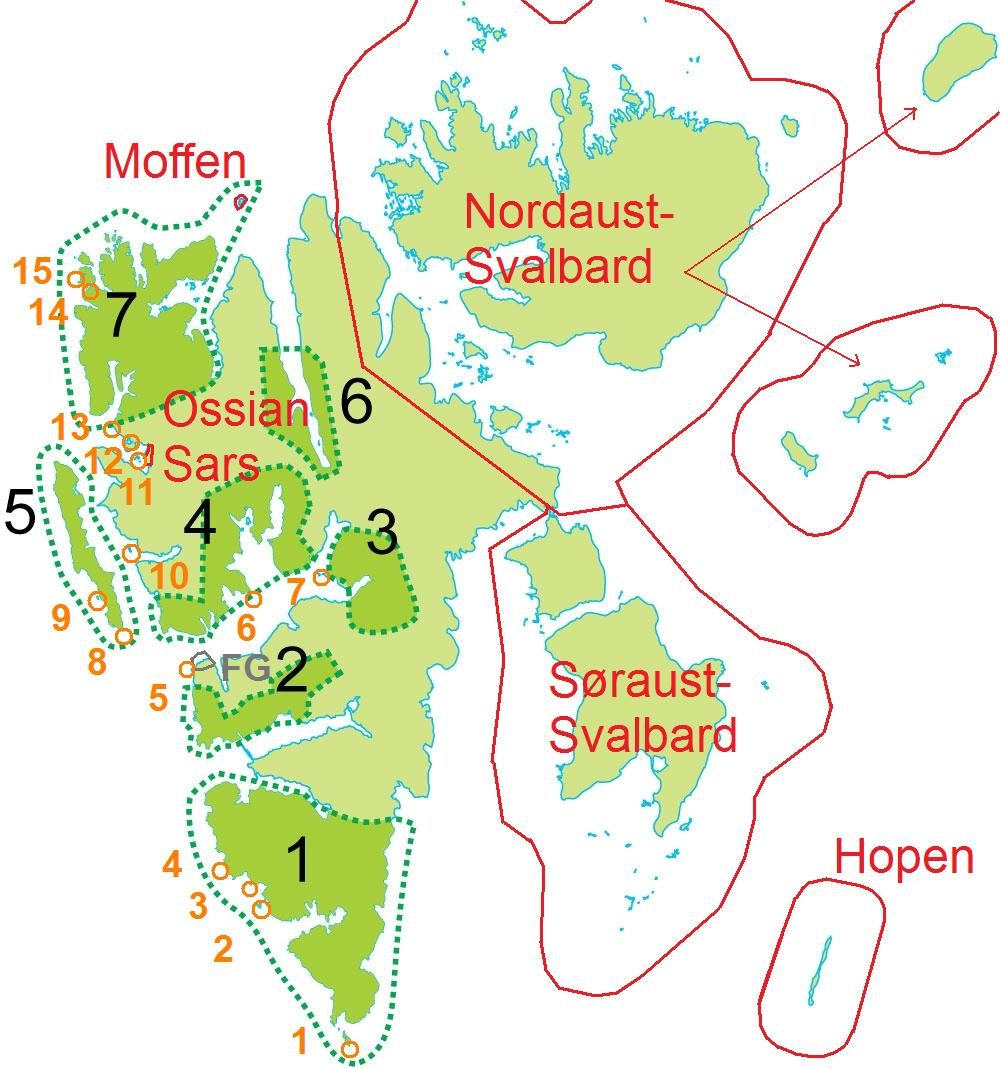
Carte des aires protégées au Svalbard, la réserve de Dunøyane porte le numéro orange 2.

La réserve ornithologique de Dunøyane est une réserve naturelle qui comprend toutes les îles de l'archipel des Dunøyane à l'ouest de Dunøyhamna, dans la partie sud-ouest de la  Terre de Wedel Jarlsberg sur l'île du Spitzberg, dans le Svalbard. La réserve est située dans le Parc national de Sør-Spitsbergen et qui a, depuis 1985, le statut de site ramsar, en raison de son importance pour les oiseaux migrateurs.
La réserve a été créée par décret royal le 1er juin 1973, pour assurer la reproduction des oiseaux, en particulier l'eider à duvet, canards et oies. La réserve a une superficie de 11914 dekar soit 11,9 km2. 
Il y a un certain nombre d'étangs et petits lacs sur les îles lesquelles sont bordées par de grandes zones peu profondes.  Les îles sont riches en végétation. Elles sont un site important pour la reproduction entre autres des bernaches nonnettes, des eiders et des sternes arctiques. 
Il y a des restrictions d'accessibilité  afin de protéger les oiseaux contre les perturbations. Il est interdit de s'approcher de la réserve, plus particulièrement à l'époque où les oiseaux sont en train de couver afin d'éviter que les parents ne soient effrayés et que des oiseaux de proie ou des renards ne prennent les œufs. Les oiseaux peuvent être perturbés, même à plusieurs centaines de mètres de la plage .